# Holzrichter Glacier
Holzrichter Glacier är en glaciär i Antarktis. Den ligger i Västantarktis. Nya Zeeland gör anspråk på området. Holzrichter Glacier ligger 1 040 meter över havet.
Terrängen runt Holzrichter Glacier är lite bergig. Trakten är obefolkad. Det finns inga samhällen i närheten.